# Wicylina
Jeżeli edytujesz kod źródłowy, to aby uzyskać taki efekt: teoria, elektronem, Witolda Gombrowicza – twórz linki według składni: [[teoria]], [[elektron]]em, [[Witold Gombrowicz|Witolda Gombrowicza]].

Wicylina – jest białkiem magazynującym, jest niezbędna do kiełkowania i dalszego wzrostu i rozwoju nasion. Występuje przede wszystkim w nasionach roślin strączkowych (soi, orzeszkach ziemnych, soczewicy, grochu, bobie) ale także w orzechach, roślinach (bakłażanach) czy też w owocach (pomidorach). Wicylina (7S) wraz z leguminą (11S) stanowi frakcje globulin. Jest białkiem trimerycznym o wielkości ok. 158 kDa. Stanowi 20-25% całkowitej frakcji białkowej. Posiada właściwości emulgujące, pełni różne funkcje, w tym rolę w wiązaniu sacharozy, obronie przed drobnoustrojami oraz stresem oksydacyjnym. Peptydy otrzymywane  przez trawienie trypsyną lub chymotrypsyną wykazują działanie przeciwnadciśnieniowe. Wicyliny są uważane za najsilniejszą klasę alergennych białek.
Sekwencja: 
```
        1 maattlkdsf plltllgiaf lasvclssrs dqdnpfvfes nrfqtlfene nghirllqkf 
       61 dqhskllenl qnyrlleyks kphtiflpqq tdadfilvvl sgkailtvll pndrnsfsle
      121 rgdtiklpag tigylvnrdd eedlrvldlv ipvnrpgepq sfllsgnqnq psilsgfskn
      181 ileasfntdy keiekvllee hgkekyhrrg lkdrrqrgqe envivkisrk qieelnknak
      241 ssskkstsse sepfnlrsre piysnkfgkf feitpkrnpq lqdlnifvny veinegslll
      301 phynsraivi vtvnegkgdf elvgqrnenq qglreeydee keqgeeeirk qvqnykakls
      361 pgdvlvipag ypvaikassn lnlvgfgina ennqryflag eednvisqih kpvkelafpg
      421 saqevdtlle nqkqshfana qprerergsq eikdhlysil gsf
```